# Charles-Antoine de La Porte d'Anglefort
Charles-Antoine de La Porte, seigneur d'Anglefort, né le 15 octobre 1750 à Anglefort et mort le 30 septembre 1812 à Dijon, est un militaire français.

## Biographie
Il est le second fils de François-Joseph de La Porte d'Anglefort et de Jacqueline Carrely de Bassy.
Il devient seigneur d'Anglefort après la mort tragique de son frère ainé en 1784.
Il est nommé capitaine au corps royal d'artillerie de Douai en 1785.
Il est convoqué, comme tous les autres nobles de la région, à l'assemblée de la noblesse du Bugey, afin d'élire un représentant en vue des prochains états généraux.
Il se marie  le 4 novembre 1786 avec Françoise Baron. De cette union naîtra un fils : Jean Baptiste Jacques de La Porte d'Anglefort.
En conséquence de la Révolution française, il émigre en 1791. Ses biens sont confisqués par la Convention nationale en 1793 et est donc le dernier titulaire du comté d'Anglefort. Proscrit, il s'enrôle dans l'armée de Condé où il combat jusqu'au licenciement de cette armée. Il part alors en Allemagne où il survit en donnant des cours de mathématiques.
Amnistié par le gouvernement du Consulat, il revient finalement en France, en 1803, sans récupérer ses biens. Par son retour en France, il permet à son fils d'intégrer la grande armée napoléonienne.
Lors de la promulgation de la loi du milliard aux émigrés par Charles X, ses biens perdus durant la révolution furent l'objet d'un procès entre ses descendants. Les Bizot, issu de sa sœur aînée, réclamèrent la totalité de l'indemnité ce à quoi s'opposa la fille de l'autre sœur de Charles-Antoine : Anne-Jeanne. Les Bizot attaquèrent finalement en justice cette dernière en 1829, mettant en cause le fait qu'elle ait épousé un étranger (la Savoie n'est alors plus française en 1825). Or, juridiquement parlant ce n'est pas un étranger puisque lors de leur mariage en 1808, la Savoie était encore française. L'indemnité, après procès, est finalement scindée entre les deux parties.